# ك. إلمر أندرسون
ك. إلمر أندرسون (بالإنجليزية: C. Elmer Anderson)‏ هو سياسي أمريكي، ولد في 16 مارس 1912 في برينرد في الولايات المتحدة، وتوفي بنفس المكان في 22 يناير 1998. حزبياً، نشط في الحزب الجمهوري. وقد انتخب نائب حاكم ولاية مينيسوتا ‏ (2 يناير 1945 – 27 سبتمبر 1951) وانتخب حاكم مينيسوتا ‏ (27 سبتمبر 1951 – 5 يناير 1955).